# Blek fransriska
Blek fransriska (Lactarius aquizonatus) är en svampart som beskrevs av Kytöv. 1984. Blek fransriska ingår i släktet riskor och familjen kremlor och riskor.  Arten är reproducerande i Sverige. Inga underarter finns listade i Catalogue of Life.

## Källor